# ژول ویول
ژولز ویوله (انگلیسی: Jules Violle؛ زاده ۱۶ نوامبر ۱۸۴۱ درگذشته ۱۲ سپتامبر ۱۹۲۳) فیزیکدان فرانسوی اهل شهر لانگر در فرانسه بود که بیشترین معروفیت وی بخاطر تعیین ثابت خورشیدی از بالای کوه مون بلان در فرانسه و همین‌طور ارائه اولین یکای استاندارد و بین‌المللی اندازه‌گیری شدت نور که بنام ویوله معروف است در کنگرهٔ بین‌المللی الکتریسیته یا انجمن تکنسینهای برق بود.
اولین گردهمایی این انجمن در ۱۸۸۱ در پاریس بود و به‌طور همزمان نمایشگاه آن نیز برگزار شد که در آن برای اولین بار لامپ برق از مخترع معروف آمریکایی توماس آلوا ادیسون به صورت بین‌المللی به نمایش گذاشته شد.
مطابق با تعریف هر ویوله معادل مقدار نوریست که از سطح پلاتینی به اندازه یک سانتینمتر مربع که در دمای مذاب قرارگرفته تابش می‌شود. این مقدار معادل ۲۰٬۳۸ کاندلا بر مبنای جدیدترین یکای این کمیت فیزیکی است. ویژگی جالب این تعریف برخلاف تعریفی که هفنر تقریباً به‌طور همزمان ارائه داد مبتنی نبودن آن بر دستگاهی خاص برای ایجاد نور است.
ویوله همچنین مدتی در دانشگاه لیون به تدریس مشغول بوده و از جمله اولین بنیان‌گذاران موسساتی مانند «موسسه عالی اپتیک» است. او همچنین ابزارهای بسیاری را در زمینه اندازه‌گیری تابش بهبود بخشیده یا اختراع نموده است. ویوله در ۱۸۹۷ به عضویت فرهنگستان فرانسه درآمد و بین سال‌های ۱۹۰۶ تا ۱۹۰۸ مدیریت «انجمن عکاسان فرانسوی» را بر عهده گرفت.
عده‌ای از محققین معتقند که او بایستی همان کیمیا گر فرانسوی بنام فولکانلی باشد که هویت واقعی آن هنوز کشف نشده.